# Нама-Кару
Нама-Кару (ідентифікатор WWF: AT1314) — афротропічний екорегіон пустель і склерофітних чагарників, розташований в Південній Африці.

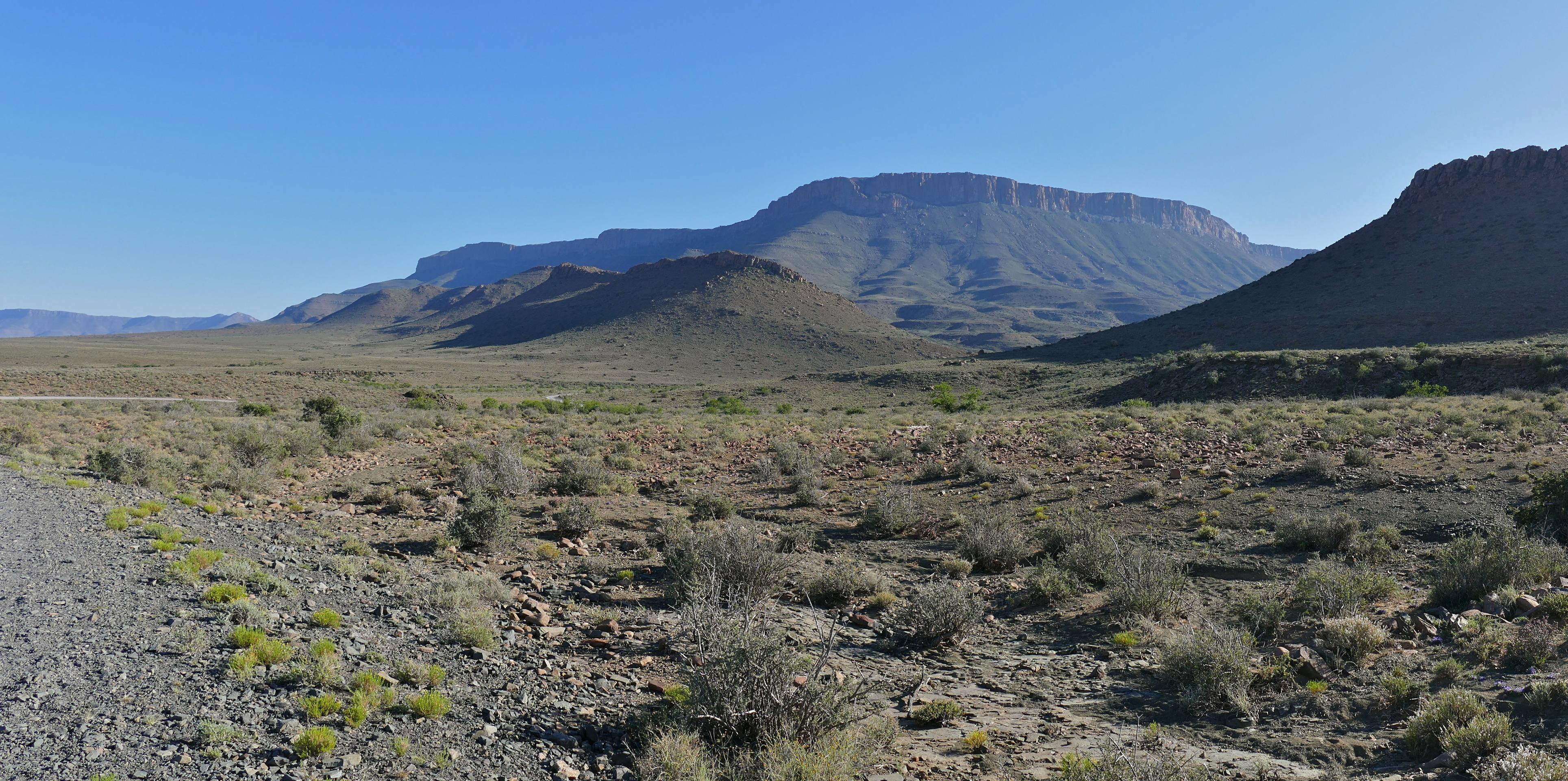
Ландшафт гір Нувевельд

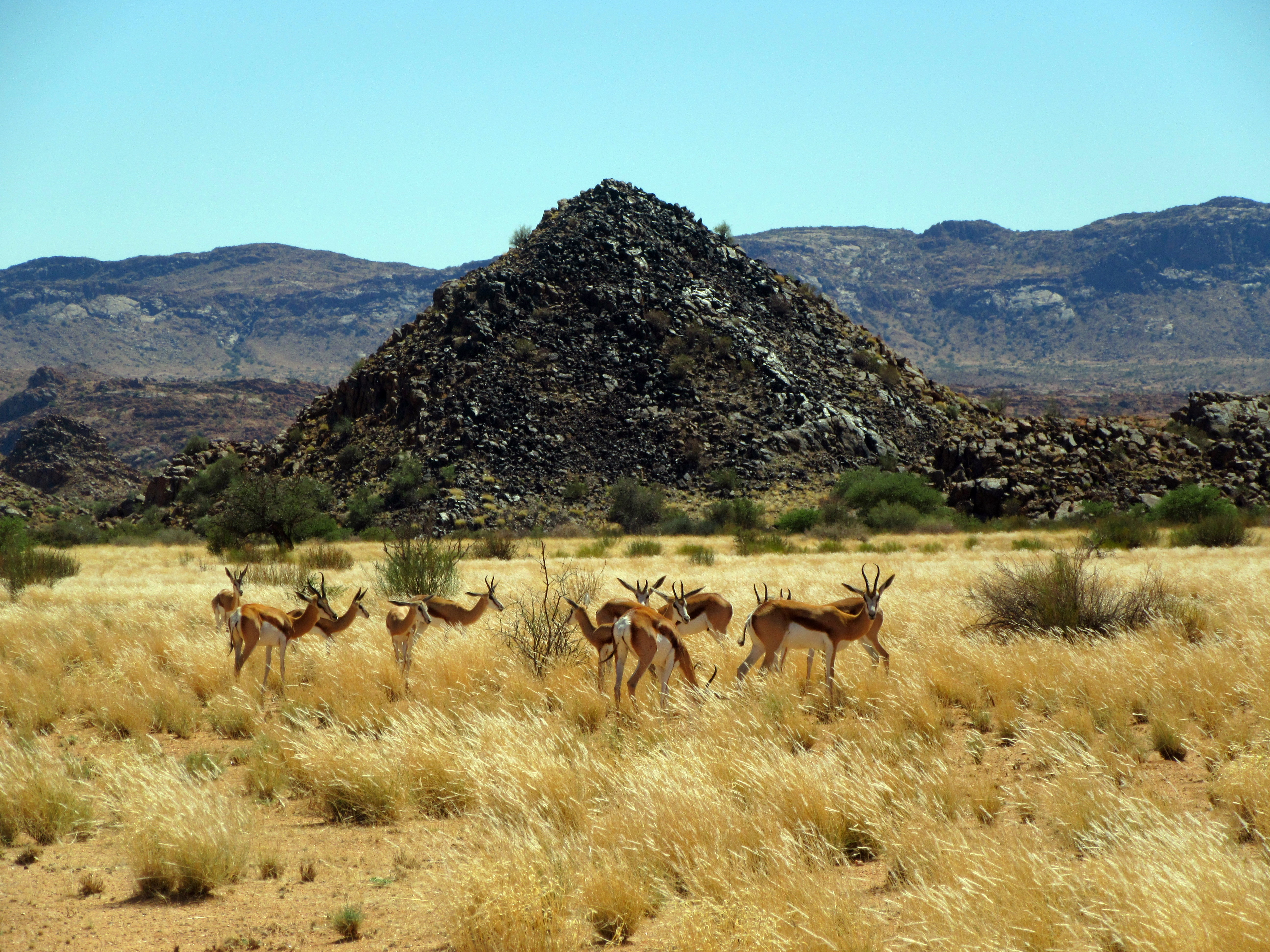
Спрингбоки у Національному парку Національний парк Ауграбіс-Фоллс

## Географія
Екорегіон Нама-Кару простягається від регіону Карас на півдні Намібії через більшу частину Північнокапської та північ Західнокапської провінції до західних районів Східнокапської провінції  та південного заходу провінції Фрі-Стейт у Південно-Африканській Республіці. Рельєф регіону представлений рівнинами та плоскогір'ями, по яким місцями розкидані пагорби. Через південну частину регіону, паралельно узбережжю Індійського океану, проходять гори Нувевельд, які є частиною Великого Уступу і ділять регіон на дві нерівні частини. Більша частина, розташована на північ від цих гір, лежить на висоті від 900 до 1300 м над рівнем моря. Менша частина, відома як Велике Кару, розташована між горами Великого Уступу на півночі та Капськими горами на півдні і лежить на висоті від 550 до 900 м над рівнем моря.
З геологічної точки зору основу регіону складають пісковики та сланці Кару, над якими подекуди підіймаються плосковершинні пагорби, сформовані більш давніми, стійкими до вивітрювання долеритами. На більшій частину регіону поширені неглибокі, слаборозвинені вапнякові ґрунти.
Більша частина Нама-Кару (за винятком південної частини) лежить в басейні Оранжевої річки, однак більшість її приток, таких як річка Сак або Хартебест, є сезонними. На північному заході регіону в Оранжеву впадає річка Фіш, яка утворює величний каньйон, що поступається за розмірами лише Великому каньйону Колорадо і є найбільшим у Південній півкулі. Його довжина становить 161 км, ширина до 27 км, а глибина подекуди досягає 550 м. Зазвичай річка Фіш тече лише під час сезону дощів. Також в регіоні зустрічається багато солончаків, найбільшим з яких є комплекс Гротфлюер—Вернойкпан.
На півночі Нама-Кару переходить у склерофітну савану Калахарі, на північному заході — у савани та рідколісся Намібії, а на заході — у Сукулент-Кару. На схід від регіону поширені луки Хайвельду, в Драконових горах на південному сході — луки, рідколісся та ліси Драконових гір, а в Капських горах на півдні — гірський фінбош та реностервельд.

## Клімат
На заході регіону домінує суворий пустельний клімат (BWh за класифікацією кліматів Кеппена), а на сході — напівпустельний клімат (BSh за класифікацією Кеппена). Посухи є звичним явищем, а сезонні і добові температури характеризується значними коливаннями: різниця між температурою вдень та вночі може становити 25 °C. Загалом середня максимальна температура січня може перевищувати 30 °C, а середня мінімальна температура липня опускається нижче 0 °C. Середньорічна кількість опадів коливається від 100 до 500 мм, зменшуючись зі сходу на захід та з півночі на південь. Зі зменшенням кількості опадів їх режим стає більш мінливим. Більшість опадів випадає влітку, в період з грудня по березень. 

## Флора
Основними рослинними угрупованнями екорегіону є пустелі та напівпустелі, у яких домінують напівчагарники (хамефіти) і трави (гемікриптофіти), а також зустрічаються деякі високі сукуленти, зокрема сагайдачні дерева (Aloidendron dichotomum). Як правило, зі збільшенням посушливості, починають переважати кущі та сукуленти, а трави стають більш рідкісними, однак інтенсивний випас худоби може негативно вплинути на розвиток трав'яного компоненту. Серед поширених в регіоні кущів слід відзначити різні види росоцвітів (Drosanthemum spp.), шерстоголовців (Eriocephalus spp.), аїзона (Aizoon spp.), пенції (Pentzia spp.), птеронії (Pteronia spp.) та решії (Ruschia spp.), а серед багаторічних трав, що ростуть в пустелях регіону, — різні види арістіди (Aristida spp.), пальчатки (Digitaria spp.), дев'ятиостюка (Enneapogon spp.) та селіна (Stipagrostis spp.). Дерева та високі деревоподібні чагарники здебільшого зустрічаються на берегах сезонних водних потоків. Серед них слід відзначити каруську акацію (Vachellia karroo), бушвельдську хурму (Diospyros lycioides), кремезну гревію (Grewia robusta), африканський сумах (Searsia lancea) та уснеєвий тамарикс (Tamarix usneoides).

## Фауна
Фауністичне різноманіття Нама-Кару є відносно низьким. Справжніх ендеміків тут зустрічається мало, оскільки більшість тварин також зустрічаються в навколишніх екорегіонах. Серед ссавців ендеміками є лише златокроти Вісагі (Chrysochloris visagiei) та каруйські стрибунці (Elephantulus pilicaudus), однак в регіоні також зустрічаються майже ендемічні саванники Гранта (Aethomys granti), щури Шортріджа (Thallomys shortridgei), щіткохвості піщанки (Gerbilliscus vallinus), намібійські скельні миші (Petromyscus monticularis) та дуже рідкісні бушменські кролики (Bunolagus monticularis), які перебувають на межі зникнення внаслідок знищення їх природного середовища людьми. Раніше в напівпустелях Нама-Кару також зустрічалися майже ендемічні квагги (Equus quagga quagga), однак ці зебри з унікальним забарвленням вимерли наприкінці XIX століття внаслідок активного полювання на них.
Серед інших поширених в регіоні ссавців слід відзначити гемсбока (Oryx gazella), спрингбока (Antidorcas marsupialis), звичайного стенбока (Raphicerus campestris), звичайну канну (Taurotragus oryx), чепрачного шакала (Lupulella mesomelas), капську лисицю (Vulpes chama), сервала (Leptailurus serval), звичайного каракала (Caracal caracal), чорноногого кота (Felis nigripes), капську сіру мангусту (Herpestes pulverulentus), суриката (Suricata suricatta), капського ховраха (Geosciurus inauris), капського зайця (Lepus capensis) та коротковухого стрибунця (Macroscelides proboscideus).
Серед птахів, що зустрічаються в регіоні, слід відзначити ендемічних рудих алондр (Calendulauda burra) та бушменських терер (Spizocorys sclateri), а також майже ендемічних попелястих трактраків (Emarginata schlegelii), бурих альзакол (Cercotrichas coryphaeus), сіроспинних тамік (Cisticola subruficapilla) та південних приній (Phragmacia substriata). Іншими характерними представниками Нама-Кару є рідкісні руді орли (Aquila rapax), орли-бійці (Polemaetus bellicosus), степові боривітри (Falco naumanni), блакитні журавлі (Grus paradisea), африканські дрохви (Ardeotis kori), чорноголові дрохви (Neotis ludwigii) та магалі-снувальники (Philetairus socius).
Герпетофауна екорегіону включає ендемічних каруйських карликових хамелеонів (Bradypodion karrooicum) та капських черепах Буленджера (Chersobius boulengeri), а також близько десяти майже ендемічних видів. Багато ендеміків та інших рідкісних видів регіону є реліктами минулих посушливих епох, коли пустелі та савани Південної Африки поєднувалися з подібними біомами Північно-Східної Африки. Наявність багатьох видів з диз'юнктивними ареалами, таких як вухата лисиця (Otocyon megalotis), а також родів та родин, представники яких мешкають в цих регіонах, вказує на те, що коридори між Південною та Північно-Східною Африкою утворювалися багато разів, востаннє приблизно 180 тисяч років тому, під час останнього льодовикового періоду.
У середині та наприкінці XIX століття європейські мандрівники та колоністи стали свідками міграцій мільйонів копитних тварин через Нама-Кару. За свідченнями, стада розтягувалися на величезні відстані, й повз одне невелике містечко тварини могли безперервно йти впродовж трьох днів. Вважається, що ці міграції відбувалися між пустелями Нама-Кару та південної Калахарі, де дощі йдуть влітку, та пустелями Сукулент-Кару, де дощі йдуть переважно взимку. Найчисельнішими тваринами, що брали участь у цих міграціях, були спрингбоки (Antidorcas marsupialis), хоча блакитні гну (Connochaetes taurinus), блесбоки (Damaliscus pygargus phillipsi), квагги (Equus quagga quagga) та звичайні канни (Taurotragus oryx) також долучалися до міграцій. Внаслідок масштабного полювання, огороджування та кількох спалахів чуми, що відбулися наприкінці XIX століття, ці міграції повністю припинилися. Наразі спрингбоки переважно зустрічаються на огороджених пасовищах, які обмежують їх пересування на далекі відстані. На щастя, огорожі не обмежують птахів, і багато зерноїдних видів досі долають сотні кілометрів, мігруючи по пустелі в пошуках дощів.
Основним порушенням природи екорегіону є перевипас худоби, який раніше здійснювали місцеві мігруючі копитні ссавці, а наразі — свійські вівці та кози. Оскільки мала рогата худоба пасеться вибірково, порівняно з дикими тваринами, ця зміна режиму випасу спричиняє зміну видового складу флори та структури рослинного покриву, що в кінцевому підсумку впливає на функціонування екосистеми. Також в екорегіоні трапляються локальні порушення, пов'язані з давніми термітниками, відомими як хойвельтьє. Діяльність термітів робить навколишній ґрунтовий покрив більш тонким, вологим та менш вилугованим, утворюючи неоднорідний ландшафт. Таким чином, рослинні угруповання, що ростуть на пагорбах, сформованих на місці колишніх термітників, дуже відрізняються від навколишніх угруповань. Багато видів тварин можуть додатково сприяти збагаченню хойвельтьє поживними речовинами. Африканські трубкозуби (Orycteropus afer) та звичайні стенбоки (Raphicerus campestris) часто залишають там купи гною, а в самих пагорбах поселяються свистячі щури Бранта (Parotomys brantsii). Вівці також воліють пастися (і, отже, відкладати гній) на пагорбах хойвельтьє.

## Збереження
Близько 4,79 % площі екорегіону є заповідними територіями. Природоохоронні території включають: Транскордонний парк Аї-Аїс-Ріхтерсвелд, Національний парк Ауграбіс-Фоллс, Національний парк Кару та Національний парк Камдебу.